# كيفن شتوغر
كيفن شتوغر (بالألمانية: Kevin Stöger) (و. 1993  م) هو لاعب كرة قدم نمساوي، ولد في اشتاير، مركز لعبه هو لاعب وسط.

## روابط خارجية
- كيفن شتوغر على موقع الاتحاد الأوربي (الإنجليزية)
- كيفن شتوغر على موقع قاعدة بيانات كرة القدم.إي يو (الإنجليزية)
- كيفن شتوغر على موقع Soccerway.com (الإنجليزية)
- كيفن شتوغر على موقع عالم كرة القدم.نت (الإنجليزية)
- كيفن شتوغر على موقع AS.com (الإسبانية)